# Kościół św. Brata Alberta w Skarżysku-Kamiennej
Kościół świętego Brata Alberta w Skarżysku-Kamiennej – rzymskokatolicki kościół parafialny należący do parafii pod tym samym wezwaniem (dekanat skarżyski diecezji radomskiej).
Jest to świątynia zaprojektowana przez architekta Józefa Bartosa i konstruktora Bogdana Cioka, wybudowana została w latach 1986–1993 dzięki staraniom księdza Mariana Mężyka. Kościół został dedykowany przez biskupa Edwarda Materskiego w dniu 13 czerwca 1993 roku. Świątynię wybudowano z czerwonej cegły na planie stylizowanego krzyża. Ramionami bocznymi są kaplice Matki Bożej Częstochowskiej i św. Katarzyny. Wystrój kościoła został zaprojektowany przez inżyniera Stanisława Bąkowskiego z Warszawy.